# Peregrine (посадочный модуль)
Peregrine — автоматическая межпланетная станция (посадочный модуль), разработанная для американской программы Commercial Lunar Payload Services, компанией Astrobotic Technology.
Первый запуск состоялся 8 января 2024 года (миссия Peregrine Mission One), ракетой-носителем Vulcan Centaur. Запланированное место посадки — Sinus Viscositatis («Залив Вязкости»), часть Океана Бурь возле вулканических куполов Груйтуйзена.

## Конструкция
Корпус изготовлен из алюминиевого сплава и состоит из трех основных компонентов: переходного конуса ракеты-носителя, изогнутых срезных панелей и двух алюминиевых сотообразных корпусов. Для полетов на поверхность Луны к конструкции корпуса крепятся четыре посадочные опоры, предназначенные для поглощения ударов и стабилизации аппарата при прилунении.

## Характеристики
- масса: 1263 кг
- масса полезной нагрузки: 90 кг
- высота: 1,9 м
- диаметр: 2,5 м
- двигатели: TALOS-150 667-N 5 штук
- напряжение: 28 Вольт
- мощность: 480 Вт[6]
- Продолжительность работы на поверхности 192 часа[5]

## Полёты
| № | Название Миссии       | Дата запуска  | Логотип | Статус                                 |
| - | --------------------- | ------------- | ------- | -------------------------------------- |
| 1 | Peregrine Mission One | 8 января 2024 |         | Потерпел аварию и был сведен с орбиты. |